# كمال الشاعر
د. كمال الشاعر (1930-2008) سياسي ومهندس أردني، من اصل فلسطيني ، و هو مواليد مدينة السلط، شمال غرب عمّان. أسس مؤسسة دار الهندسة في بيروت عام 1956، والتي تُعتبر أحد أكبر المكاتب الاستشارية الهندسية العربية، كما تندرج ضمن لائحة أكبر 20 شركة بالعالم، تغطي 45 فرعا في الشرق الأوسط، أفريقيا، أوروبا، آسيا وأمريكا.

## السيرة المهنية
نال الشاعر درجة الماجستير والدكتوراه بالهندسة من جامعة ميشيغان وجامعة ييل في الولايات المتحدة، وأصبح أستاذا في الجامعة الأميركية في بيروت من 1956-1958. وقد أسس مع ثلاث من زملاءه مؤسسة دار الهندسة عام 1956. أصبح نائب رئيس مجلس الأعمار الأردني عام 1962، ورئيس مجلس إدارة شركة الفوسفات الأردنية 1967، وقد تم تعيينه عضوا في مجلس الأعيان الأردني عام 1989 ولدورتين. كما ترأس الشاعر «شركة فلسطين للتنمية والاستثمار» قبل وفاته في 2008 بأعوام قليلة.

## السياسة
استجاب الشاعر لدعوة رئيس الوزراء الأردني الأسبق وصفي التل ليكون نائباً لرئيس مجلس الإنماء الأردني، بعد ست سنوات على تأسيس دار الهندسة في بيروت. كان رئيس الوزراء هو الرئيس الرسمي للمجلس، لكن العمل الفعلي كان موكولاً لنائبه كمال. يقول الشاعر في كتابه «من الدار إلى العالم : سيرتي والمهنة»: أن ذلك الموقع كان مناسباً له، فلم يكن يرغب بتولي منصب وزاري حتى لا يزج نفسه في سجالات سياسية. علماً بأنه في منصبه ذاك كان يتمتع بمرتبة وزير. في كتابه المذكور يخطئ المنظمات الفلسطينية على أحداث أيلول وعلى الحرب اللبنانية، بل يحمّلها مسؤولية الإجتياح الإسرائيلي للبنان عام 1982. وقبل ذلك مسؤولية عدم القبول بقرار التقسيم عام 1947. فيبدو في موقف ناقد على الدوام للحركة الوطنية الفلسطينية، بما في ذلك اختيار نهج العمل المسلح، وينعى على هذه الحركة عدم أخذها بأسلوب اللاعنف الذي اتبعه المهاتما غاندي في تصديه للاحتلال البريطاني للهند.
كان للشاعر ميول قومية عربية، لكنها أقرب ما يمكن لليبرالية الغربية. وقد كان ينتقد نظام جمال عبد الناصر، ويتهمه أيضاً بالتسبب بنشوب حرب حزيران، كما نأى بنفسه عن الانضمام لأي حزب سياسي.

## الأوسمة

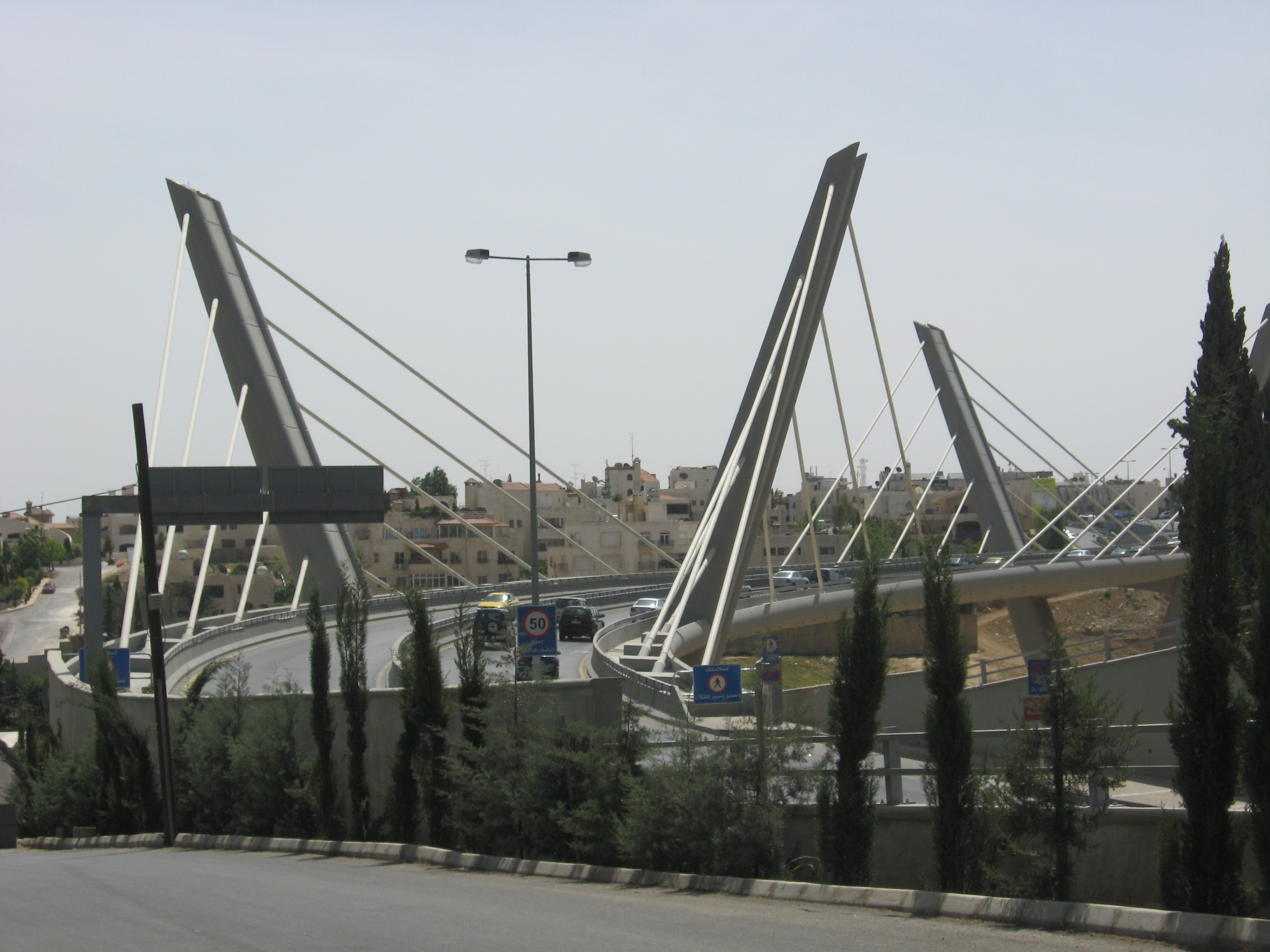
جسر كمال الشاعر في عمّان (يُطلق عليه أيضا اسم جسر عبدون).

- وسام الاستحقاق الأردني من الدرجة الأولى.[2]
- وسام الأرز من درجـة ضابط من الجمهورية اللبنانية.[2]